# ARP Solina String Ensemble
De Solina String Ensemble is een analoge synthesizer uit 1974 van Eminent en is tussen 1974 en 1981 door ARP Instruments gedistribueerd voor de Amerikaanse markt. Het is een Nederlands ontwerp waar ARP niets mee van doen heeft gehad.
De strijkersynthesizer is volledig polyfoon en beschikt over oscillatoren met enkel een zaagtand als golfvorm. Er zijn vier klankkleuren aanwezig (viola, violin, trumpet en horn), waarvan de gebruiker ook een combinatie kan maken. Viola en violin zijn allebei oscillatoren, die een octaaf in toonhoogte verschillen. Trumpet en horn activeren een filter dat voor een formant zorgt. Door middel van drukknoppen wordt een klankkleur in- of uitgeschakeld. Voor het lage register kan nog een monofone basklank toegevoegd worden. Hiervoor heeft men de keuze uit contrabas en cello. Deze bas loopt van C0 tot G1.
Middels twee schuifregelaars worden de attack- en releasetijd van de volume-envelope beïnvloed. Op de Solina worden deze respectievelijk crescendo en sustain length genoemd.
Het ingebouwde ingrijpende chorus-effect geeft de Solina zijn karakteristieke klank. Dit effect wordt op de Solina modulation genoemd en kan bij het originele model niet uitgeschakeld worden. (Bij latere modellen werd een aan- en uitknop toegevoegd.) Vanwege de kwaliteiten van dit effect is deze synthesizer bij velen geliefd.
Artiesten die deze synthesizer gebruiken zijn onder andere Air, The Cure en Tangerine Dream.